# 高樹マリア
高樹 マリア（たかぎ まりあ、1978年10月25日 - ）は、日本の女優、元AV女優。
千葉県出身。グッドオフィスを経てトレンド所属。

## 略歴
原由紀子の名前でアイドルとしてデビュー。後にいのうえ梨花と改名し、グラビアやテレビ番組のアシスタントとして活動。
- 1999年、高樹マリアに改名し、雑誌『Bejean』（英知出版）等でヌードグラビアモデルとして活躍。
- 2001年、『何が真実なのか?』で舞台デビュー。映画『マーメイド〜海から来た少女〜』で主演を務める。
- 2002年、前後してMARIA名義のグラビアも散見される。12月にAVデビュー[2]。
- 2003年、『特命係長 只野仁』（テレビ朝日系）にゲスト出演。『あなたの隣に誰かいる』（フジテレビ系）にレギュラー出演する。
- 2004年、春頃にAVを引退[2]。
- 2005年、東海テレビ制作の昼のテレビドラマ『契約結婚』（フジテレビ系）にて徳丸恵子役を演じる。
- 2006年、『Ns'あおい』（CX系）で看護師の西桃子役でレギュラー出演。
- 2007年、土曜ワイド劇場『温泉 (秘) 大作戦4』（テレビ朝日系）に出演。以降、同シリーズのレギュラーとなる。
- 2012年、アダルトビデオ30周年記念企画（AV30）として2012年1月5日から2月29日まで行われた人気投票で19位に選ばれている[3]。

## 人物
- 1998年に『影武者徳川家康』（テレビ朝日系）の千姫役および『酔夢夜景』に出演していた女性は、同姓同名の「高樹まりあ」（ひらがな）で、別人である。
- 趣味は、スノーボードとマッサージ。
- 特技は、水泳。
- 松浦亜弥に似ているとしばしば言われる。なお、芸能界デビューは松浦よりも早い。

## 出演

### テレビドラマ
- HATU〜ヴァンパイア・シンドローム〜（2002年、テレビ神奈川・KBS京都） - 稲田りかこ 役
- 金曜ナイトドラマ 特命係長 只野仁 第6話（2003年、テレビ朝日） - 長瀬まひろ 役
- あなたの隣に誰かいる（2003年、フジテレビ） - 濱口琴音、稲葉の妻 役（二役）
- 月曜ミステリー劇場 ムコ入り刑事 高山家・明の事件ファイル（2003年、2005年、TBS） - 婦警・エミ 役
- 乱歩R 第4話「暗黒星」（2004年、読売テレビ）
- ファンタズマ〜呪いの館〜（2004年、テレビ東京）
- 土曜ワイド劇場 ハラハラ刑事（テレビ朝日） - 片山沙希 役
  - 1 「美人OLナゾの飛び降り自殺と汚職警官の秘密計画を暴け!」（2004年9月18日）
  - 2 「狙われた美人妻と不良娘!連続殺人に秘められた悲劇の十年愛!!」（2005年11月19日）
- 加藤家へいらっしゃい! 〜名古屋嬢っ〜（2004年、名古屋テレビ） - シャルロット叶 役
- 金曜ナイトドラマ ああ探偵事務所　第5話（2004年、テレビ朝日） - 片瀬遥 役
- 金曜ナイトドラマ ミステリー民俗学者 八雲樹（2004年、テレビ朝日） - 後藤田めぐみ 役
- 契約結婚（2005年、東海テレビ制作、フジテレビ） - 徳丸恵子 役
- Ns'あおい（2006年、フジテレビ） - 西桃子 役
- 7人の女弁護士 第6話（2006年、テレビ朝日） - 矢崎京子 役
- 土曜ワイド劇場 逆転弁護（2006年、テレビ朝日） - 並木るか 役
- 土曜ワイド劇場 温泉 (秘) 大作戦（ABC） - 森田梢 役
  - 4 「能登半島輪島を巡る究極のズワイガニと伝統の技・輪島塗の美に隠された連続殺人の謎!」（2007年7月21日）
  - 5 「下関産ふぐと日本海のイカ 秋吉台と萩焼き、長門湯本温泉郷をめぐる連続殺人事件の謎」（2008年1月19日）
  - 6 「旬を喰らう真夏の伊勢志摩、アワビの踊り食い、海女さん料理、夏野菜そして真珠をめぐる謎の連続殺人事件」（2008年8月16日）
  - 7 「絶景雪景色!!秘境の一軒宿と合掌造り、氷見の寒ブリ食べ尽くし!連続殺人に巻き込まれた師弟愛の悲劇」（2009年2月21日）
  - 8 「鳴門のうず潮に引き裂かれた夫婦愛!隠蔽された刑事失踪事件の真実を暴く美人妻と仕掛人たち!!」（2009年12月5日）
  - 9 「美人女将とパパラッチ、早春の気仙沼を巡る連続殺人!盗撮に秘められた驚愕の真実!!究極のカキとフカヒレ」（2010年3月27日）
  - 10 「〜豪雪青森･浅虫温泉!美人料理長が振舞う極上海の幸!!老舗旅館に生まれた兄弟の壮絶人生と連続殺人の悲劇〜」（2011年8月20日）
  - 11 「〜世界遺産の露天風呂に謎の美女？熊野古道と那智の滝、パワースポットに渦巻く女の情念!連続殺人！死体は二度殺された!?」（2012年3月10日）
  - 12 「北海道洞爺湖に渦巻く美人三姉妹の陰謀!?花嫁殺人に秘められた愛と憎しみの25年!」（2013年1月12日）
  - 13 「仙台・秋保温泉に蘇る怨讐の殺意! エリート医師の野望と拘束された宿泊者たち!! 真のおもてなしが真実を暴く」（2014年3月29日）
  - 14 「〜南部鉄器の美人職人と美肌効果の露天風呂! 10年前に死んだはずの恋人が帰ってきた!? 八幡平の大自然と秘湯をめぐる連続殺人の謎!!〜」（2014年8月16日）
  - 15 「出雲大社が結んだ美人女将の数奇な縁! パワーストーンの神秘が運命を変えた? 美肌の玉造温泉と宍道湖を巡る愛憎の連続殺人」（2015年3月28日）
  - 16 「鹿児島県指宿の天然砂蒸し温泉!7年熟成された鰹節でとる究極の出汁20年間の恩讐を秘めた薩摩切子!?殺人事件に翻弄された美人若女将の跡継奮闘記」（2015年10月24日）
  - 17 「香川うどん県こんぴら温泉瀬戸内海の孤島に甦る哀しみの兄妹伝説!? 掘り起こされた頭蓋骨と復讐鬼の父子殺人! 届かない母への愛と真心の郷土料理」（2016年4月16日）
  - 18 「〜世界自然遺産・知床半島! オホーツクに沈む夕陽天に続く道、大自然の秘湯!!地の涯に逃げた女と謎の美少女、ワケあり同級生を巻き込んだ連続殺人事件の驚愕の真実!?」（2016年8月13日）
- 黒い太陽'07 SP（2007年、テレビ朝日） - かすみ 役
- 特急田中3号 第1話（2007年、TBS） - あかね 役
- 月曜ゴールデン 美食カメラマン 星井裕の事件簿3（2012年、TBS） - 小池知美 役
- 月曜ゴールデン ヤメ刑探偵 加賀美塔子2（2012年、TBS） - 安部恵 役
- 警部補 矢部謙三2 第7話（2013年、テレビ朝日） - 春日井文江 役
- 金曜プレステージ 更生人・土門恭介の再犯ファイル〜罪を犯した女たち〜（2014年、フジテレビ） - 原田聖美 役
- 月曜ゴールデン 警視庁機動捜査隊216IV（2014年、TBS） - 望月富美子 役
- 土曜ワイド劇場 広域警察6（2015年6月27日、ABC） - 谷川美咲 役[4]
- 熱血シングル・ファザー〜新聞記者・新庄圭吾の事件ファイル〜3（2016年） ‐ 鈴木なるみ 役
- 神の舌を持つ男（2016年） - 鎌田礼子 役[5]

### バラエティ
- カミングダウト（2004年、日本テレビ） - ダウトガール

### ラジオ
- 天使のたまご（2001年 - 2002年、ミュージックバード） - アシスタント

### 映画
- マーメイド〜海から来た少女〜（2001年、エンゲル） - 主演
- ゼロ・プラス2 「冬は暖かくつつみ…」（2002年、第一企画リレーションシップマーケティング） - 主演・アイコ 役
- 発禁本 カストリキネマ／有楽町夜景（2002年、パル企画） - お芳の仲間 役
- ゴーストシャウト（2004年、東京テアトル） - 美空つぐみ 役
- ノロイ（2005年、ザナドゥー） - 高樹マリア 役
- 東京ゾンビ（2005年、東芝エンタテインメント） - ヨッチャンの嫁 役
- 明日の記憶（2006年、東映）
- 呪怨 黒い少女（2009年、東映ビデオ） - 季和子役
- 犬とあなたの物語（2010年、アスミック・エース）
- 死んだ目をした少年（2015年） - 釈笛子 役

### 舞台
- 何が真実なのか?（2001年、脚本・演出:山崎なほ）
- SAKURA（2007年、演出:王禅寺孝） - 盛岡春 役
- 東京深夜舞台公演 『ファイナル・マジック』（2008年） - 小夜子 役
- ひなかの金魚（2008年、作・演出:神徳幸治）- ゆかり 役
- KEIKI 〜夏目漱石推理帳〜（2008年、演出:藤森一朗） - 樋口一葉 役
- 東京ZOOMⅡ（2008年、脚本・演出:藤森一朗） - ワラバンシ 役
- 第六天魔王の最期〜夏目漱石推理帳〜（2010年、脚本・演出:藤森一朗） - 夏目鏡子役
- 十二人の怒れる女（2011年、演出:小林秀平）
- ディーバおばさんvol.1（2011年、脚本:月歌舎、演出:萬野展）
- 彩才女組 Vo.3「橙色のあかり、碧いひかり」（2011年10月、脚本:高梨由）
- 彩才女組 Vol.5「港崎遊廓」（2012年2月、シアターブラッツ）
- エアースタジオ「君死にたまふことなかれ」（2012年3月-4月、AQUA studio）
- 月歌舎 15th Stage「月にゆく〜かぐや姫再臨〜」（2012年5月、座・高円寺）
- 劇団空間エンジン「時計〜僕がいる理由〜」（2012年7月、エアースタジオ）
- ベニバラ兎団「ガダルカナル デパートメント」（2012年12月、キンケロシアター）

### インターネット
- 筒井康隆劇場 エロティックな総理 「信仰性遅感症」（2007年、GyaO） - 主演・御手洗鮎子 役
- ゴボウレンジャー2008 第2話・第5話（2008年、アメーバブログ『東京深夜舞台オフィシャルブログ』）- からさわちはる 役

## リリース作品

### オリジナルビデオ
- スパイガール大作戦（2002年、エッジ） - 敵の女スパイ 役
- 裏ホラー［tэbu':］（2008年、Geneon） - 高樹マリア 役[6]
- 麻雀創世記 打天使 〜氷の女雀士 復讐の闘打〜（2008年）
- 麻雀創世記 打天使 第二章 仁義なき血染めの闘打（2008年11月21日、竹書房）
- 麻雀創世記 打天使 第三章 対決!蛇の牌 最後の闘打（2009年1月23日、竹書房）

### イメージビデオ
- 寝汗（1999年、英知出版） - いのうえ梨花名義
- 火照り（2000年、英知出版）

### アダルトビデオ
※すべてマックス・エーから発売。
2003年
- Super*Star（2003/03/28）
- プレイルーム（2003/04/25）
- CRIMAX（2003/05/23）
- 熱視線（2003/06/20）
- Just fit（2003/07/25）
- EVER GREEN（2003/08/22）
- ようこそMax Cafeへ!（2003/09/19）
- Lovers（2003/10/24）
- 月蝕（2003/11/21）
- 不法侵乳15 高樹マリア（2003/12/19）

2004年
- まぼろし（2004/01/23）
- 女教師狩り in 高樹マリア（2004/02/21）
- fin…高樹マリア さよならマリア（2004/03/26）
- MARIA FLASH（2004/03/26）
- マリア Perfect one year!!（2004/03/26）

## 書籍

### 写真集
- 西新宿恋物語（1998年、つがる出版） - 原由紀子名義
- あめんぼ（1999年、海王社） - いのうえ梨花名義
- Blue（2000年、バウハウス）
- 愛しのマリア（2003年、リイド社）
- マリア（2003年、双葉社）